# Mitinokuidrilus excavatus
Mitinokuidrilus excavatus is een ringworm uit de familie van de Naididae. De wetenschappelijke naam van de soort is voor het eerst geldig gepubliceerd in 1998 door Takashima & Mawatari.